# Tallapoosa (Georgia)
Tallapoosa es una ciudad ubicada en el condado de Haralson en el estado estadounidense de Georgia. En el año 2000 tenía una población de 2.789 habitantes.

## Geografía
Tallapoosa se encuentra ubicada en las coordenadas 33°44′37″N 85°17′16″O / 33.74361, -85.28778 (33.743730, -85.287911).
Según la Oficina del Censo, la localidad tiene un área total de 19,3 km² (7,5 mi²), de la cual 19,2 km² (7,4 mi²) es tierra y 0,1 km² (0 mi²) (0.50%) es agua.

## Demografía
Según la Oficina del Censo en 2000 los ingresos medios por hogar en la localidad eran de $29 938, y los ingresos medios por familia eran $37 401. Los hombres tenían unos ingresos medios de $34 102 frente a los $21 130 para las mujeres. La renta per cápita para la localidad era de $15 302. 